# بیمارستان پیامبر رحمت (سنندج)
بیمارستان پیامبر رحمت بیمارستانی است درمانی وابسته به نیروی زمینی ارتش جمهوری اسلامی ایران واقع در سنندج است. بخش توسعه ای این بیمارستان در سال ۱۴۰۱ افتتاح شد.

## بخش ها
بیمارستان پیامبر رحمت (ص) دارای بخش‌های اورژانس، تحت نظر، تزریقات و پانسمان، تصویربرداری، آزمایشگاه، درمانگاه‌های تخصصی، دندانپزشکی، فیزیوتراپی و داروخانه شبانه‌روزی است..